# Progreso del Sur

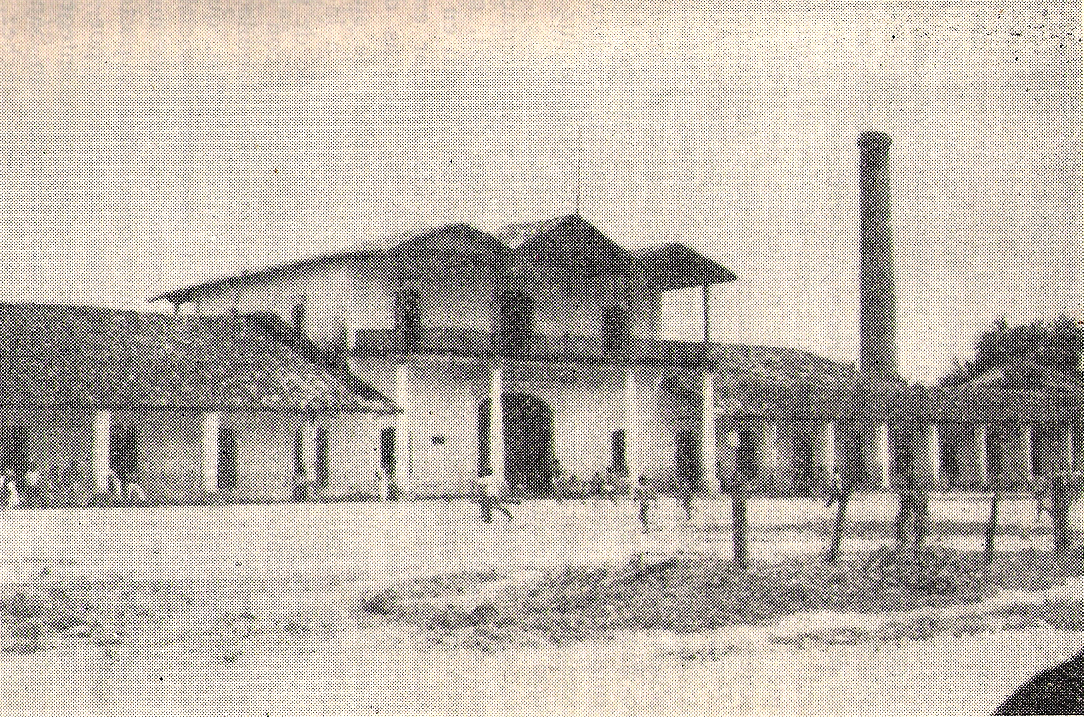
Fotografía tomadas en la década de los 40´s de la fábrica de hilados y tejidos "Progreso del sur".

Progreso del sur (fabrica de hilados y tejidos)
Progreso del Sur, en el año de 1900, arribó al pueblo de Atoyac una brigada de técnicos de la firma comercial española Alzuyeta, Fernández, Quirós y Cia., con la finalidad de localizar el terreno apropiado para construir una fábrica de hilados y tejidos, los técnicos recorrieron la orilla oeste del río Atoyac hasta encontrar dicho lugar. Amada Radilla, propietaria del terreno, emocionada por la oferta de promoción de empleo en beneficio de la población de "Cuajinicuil" (hoy "El Ticuí") donó a la compañía el terreno necesario para la construcción de la fábrica, así como una amplia zona boscosa para la obtención de la madera necesaria para su construcción y del canal de agua que movería las turbinas. Cercano a la fábrica estaba el caserío de los lugareños, los empresarios españoles construyeron casas de adobe y bajareque para los obreros de la fábrica. En 1902 se terminó de construir la chimenea de 50 m de altura a la que los lugareños dieron el nombre del "chacuaco", y fue hasta 1904 que se sacaron finalmente pruebas de los diferentes tejidos y en 1905 comienza la producción de indiana, manta, fioco, driles y sedas. Así mismo se construyó un pararrayos, que se colocó en la punta de la chimenea y que protegía un diámetro de consideración abarcando zonas en la cd. de Atoyac. 
El trabajo de la fábrica se suspendió temporalmente en 1910 a causa de la revolución maderista posteriormente renudó labores sin tropiezos hasta 1928 a causa de la revolución de Vidales, la fábrica fue saqueada, robada y varios españoles fueron asesinados. Nuevamente en 1933 se suspendieron las labores de la fábrica a causa de un conflicto obrero patronal, en donde los patrones no estaban de acuerdo con la creación de un sindicato de trabajadores, los principales protagonistas de este movimiento sindicalista fueron: Enedino Ríos Radilla, David Flores Reynada y Lorenzo Fierro González. 
Siendo presidente de la república el General Lázaro Cárdenas, entregó la fábrica a los obreros el 20 de noviembre de 1938 quedando como gerente Enedino Rios Radilla y presidente de la cooperativa Lorenzo Fierro Gómez. En la fábrica había dos turnos el primero iniciaba a las 5 de la mañana y concluía a la 1 de la tarde y el segundo turno comenzaba a las 2 de la tarde y finalizaba a las 10 de la noche, para iniciar, cambiar y finalizar las jornadas laborales se activaba el silbato de la chimenea que podía ser escuchado hasta 5 km de distancia. 
Fue en el año de 1966 cuando los trabajos de la fábrica fueron suspendidos definitivamente y el abandono provocó la destrucción de la obra industrial más grande que haya tenido la región.